# Aglaonice otignatha
Aglaonice otignatha là một loài bướm đêm trong họ Noctuidae.